# 진주 창렬사
진주 창렬사(晋州 彰烈祠)는 1593년 임진왜란 당시 제2차 진주성 전투에서 장렬히 산화한 순국 선인들의 신위를 모시기 위해 경상도 관찰사 정사호가 건립하여 1607년(선조 40년) 사액을 받은 곳이다.
1983년 7월 20일 경상남도의 문화재자료 제5호 창열사로 지정되었다가, 2018년 12월 20일 현재의 명칭으로 변경되었다.

## 개요
창열사는 경상남도 문화재자료 제5호로 진주성 전투에서 전사한 것을 기리기 위해 진주성 내에 건립되어 있다. 제2차 전투에서 많은 진주 성민이 순국한 후 경상도 관찰사 정사호가 건립하였고, 선조 40년에 사액을 받았다. 후에 1868년(고종 5년) 흥선대원군의 서원철폐령으로 김시민 장군을 모신 충민사가 철폐되자, 이곳에 모시게 된다.

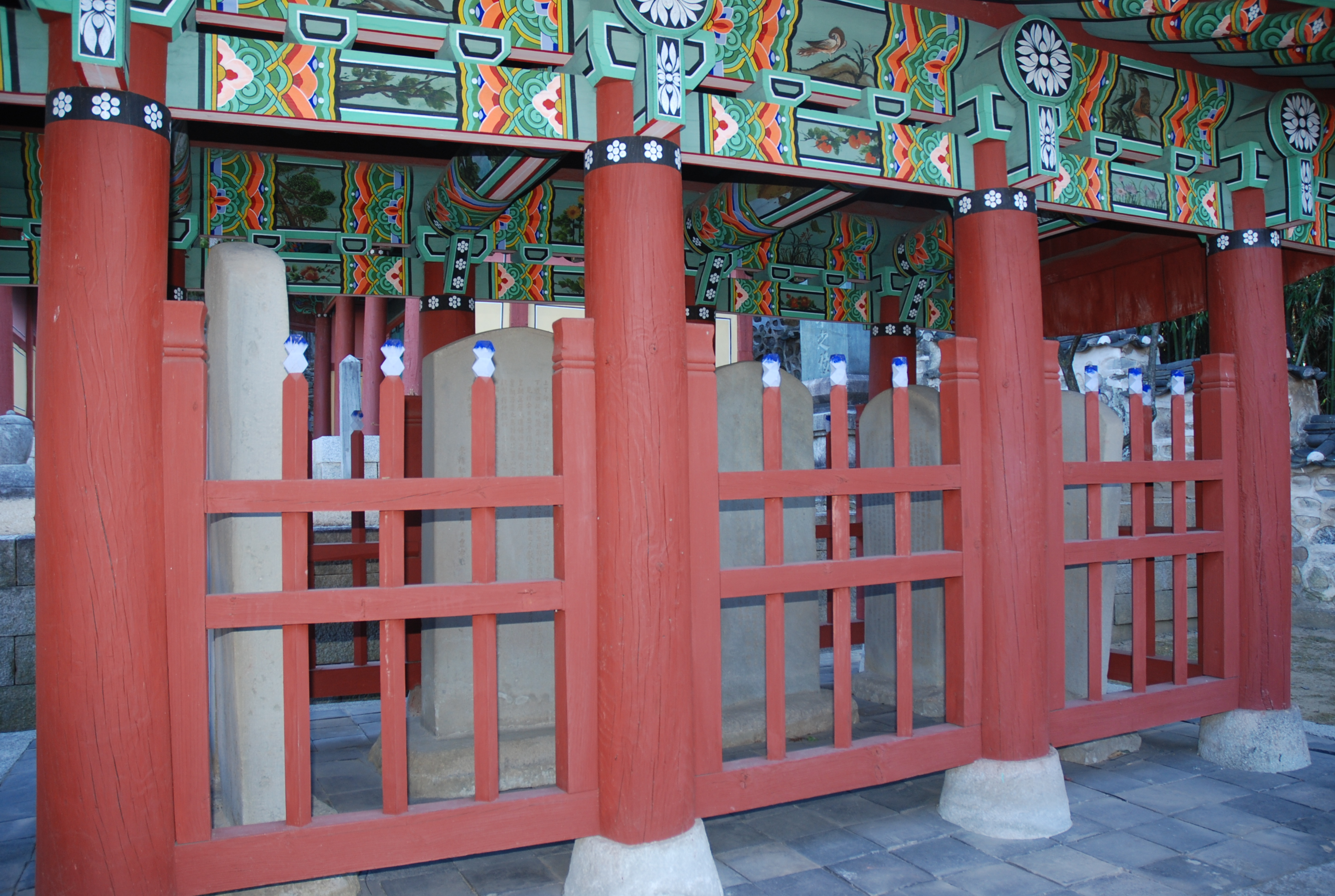
창열사 기념비

창열사에는 충무공 김시민 장군의 신위를 맨 윗자리에 모셔두었고, 진주목사 서예원, 창의사 김천일과 충청도 병마사 황진, 경상우도 병마사 최경회 등의 임진왜란 순국 선열 39인의 신위를 모시고, 매년 음력 3월 초정일에 제향을 올리고 있다.

### 최경회의 도장
1747년 영조 23년 1월 26일 경상우병영에서 조정으로 진주 사람이 남강 가에서 주웠다고 하는 도장 한 개를 올렸다. 이것은 당시로부터 154년 전인 1593년 최경회가 소지하고 있다가 남강에 몸을 던질 때 가지고 있었던 것이었다. 영조는 이것을 창열사에 두고 제를 올리라고 명하고, 도장갑을 만들고 그 위에 글을 지어 새기도록 하였다.
追憶往事 지난 일을 돌이켜 생각하니,
百有餘年 1년여 년이 지났네.
幸得南江 다행히 남강에서 주웠던 도장에
印篆宛然 새겨진 전자가 완연하니,
矗石閫義烈 촉석루에서의 뛰어난 의열
想像愴先 상상하니 먼저 서글퍼지네.
命留嶺閫 영남의 병영애 보관토록 하여
以竪忠焉 충절을 기리게 하노라”

### 건축물
건축물로는 외삼문인 유중문과 내삼문인 전파문이 있고, 내부에는 위패가 모셔진 창열사가 있다. 좌우측에 각각 한 채씩의 건물이 있고, 선인들의 비석과 함께 박정희 전대통령이 세운 제장군졸지위라는 비석이 뒷 뜰에 세워져 있다.
창열사는 특별히 관리를 하는 문중이 없기 때문에, 관리가 잘 되지 않아 쇠락하기 쉽고, 제사도 잘 지내지 않아 조선왕조실록에도 쇠락하여 안타깝기 그지 없다는 내용이 나오며, 현재 내부에서 상주를 하며 관리를 하고, 항일독립운동으로 옥고를 치른 인근의 대아고등학교 전교장 박종한 선생의 의지에 따라 정기적으로 대아고등학교에서 관리를 돕고 청소를 하여, 학교 깃발이 위패 옆에 놓여 있다.

## 배향
정사(창열사) : 7위
- 충무공 김시민, 증영의정 상락부원군 수경상우도병마절도사
- 문열공 김천일, 증영의정 행창의사
- 무민공 황진, 증좌찬성 행충청병마절도사
- 충의공 최경회, 증좌찬성 행경상우도충병마절도사
- 충의공 장윤, 증좌찬성 행진주목사
- 효열공 고종후, 증이조판서 행임피현감 복수의병장
- 진주목사 서예원, 선무 원종 1등 공신(宣武原從功臣) 병조 참의(贈兵曹參議) 추증, 고종 때 진주의 창열사(彰烈祠)에 제향
- 유복립 증이조참판 종부시주부

동사(東祠) : 15위
- 양산숙, 증승지 창의사 종사관
- 김상건, 증참의 (김천일의 아들)
- 김준민, 증병조참판 행거제부사
- 강희열, 증병조참의 분의의병장
- 조경형, 증병조참의 행진해현감
- 최기필, 증병조참의 행판관
- 유함, 증주부 의병장
- 이욱, 증호조좌랑 성균생원
- 강희복, 증호조좌랑 의병장
- 장윤현, 증호조좌랑 행수문장
- 박승남, 증병조참의 행판관
- 하계선, 증호조좌랑
- 최언량, 증호조좌랑
- 주몽룡, 증형조판서 금산군수 증시 무열
- 주대청 ,증도총관 가배량권관(加背梁權管

서사(西祠) : 17위
- 이잠, 증병조참의 적개의병장
- 성영달, 증병조참의 행우병마우후
- 이종인, 증병조참판 행김해부사
- 윤사복, 증병조참의 행첨정
- 이인민, 증호조좌랑 증시무용
- 손승선, 증호조좌랑 의병장
- 정유경, 증군자감정 행주부
- 김태백, 증좌승지행 수문장
- 양제, 증호조좌랑 행선무랑
- 박안도, 증호조좌랑
- 이의정, 증병조참의 행보령현감
- 김개, 증도총관 행부장
- 송건도, 증사복
- 정재보, 증예조정랑
- 박세항, 선무원종공신 수문장
- 송제, 증호조참의 군수
- 김덕련, 김개의 손자
- 칠만민관군 신위(神位)

## 갤러리

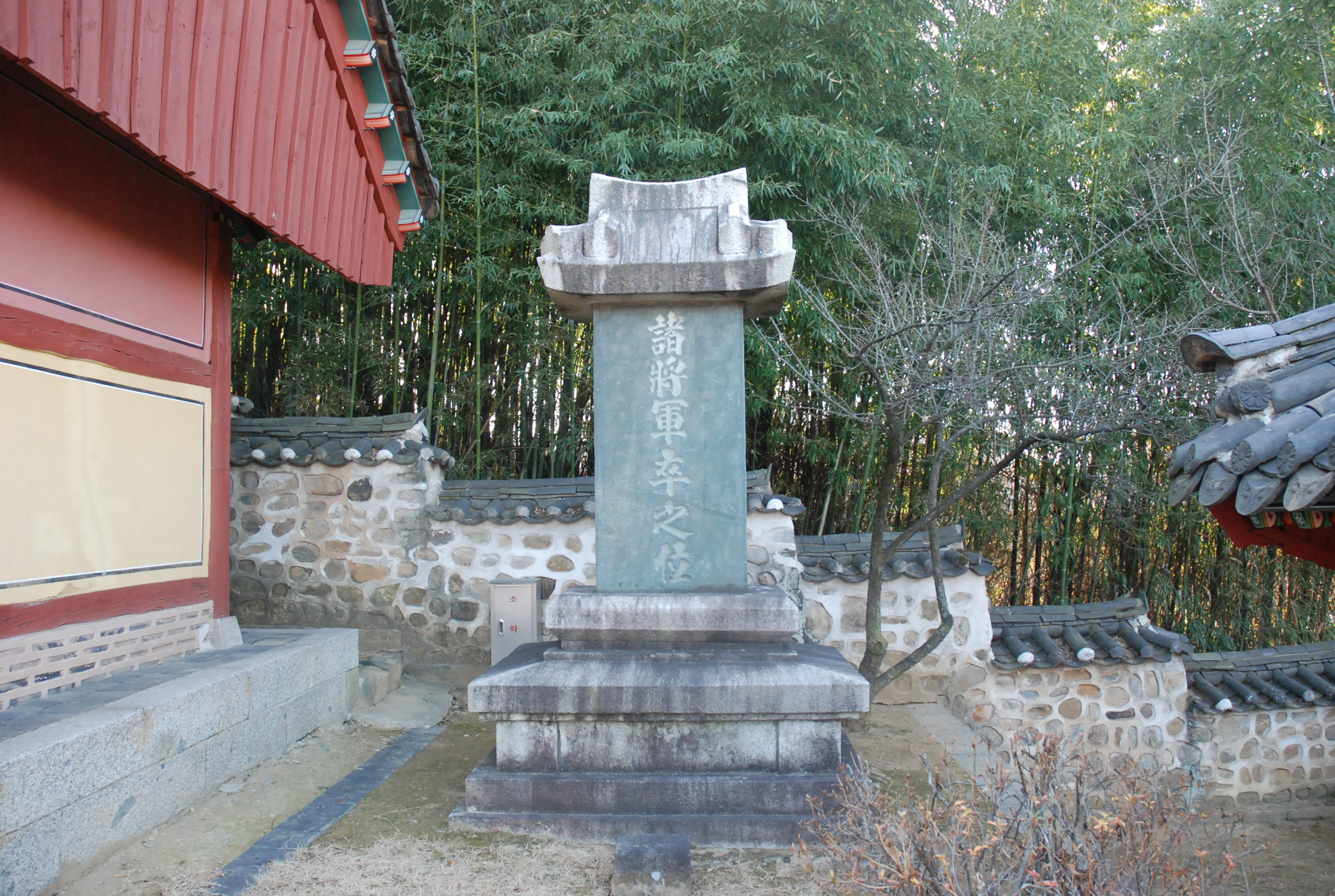
박정희 전대통령이 세운 제장군묘비석
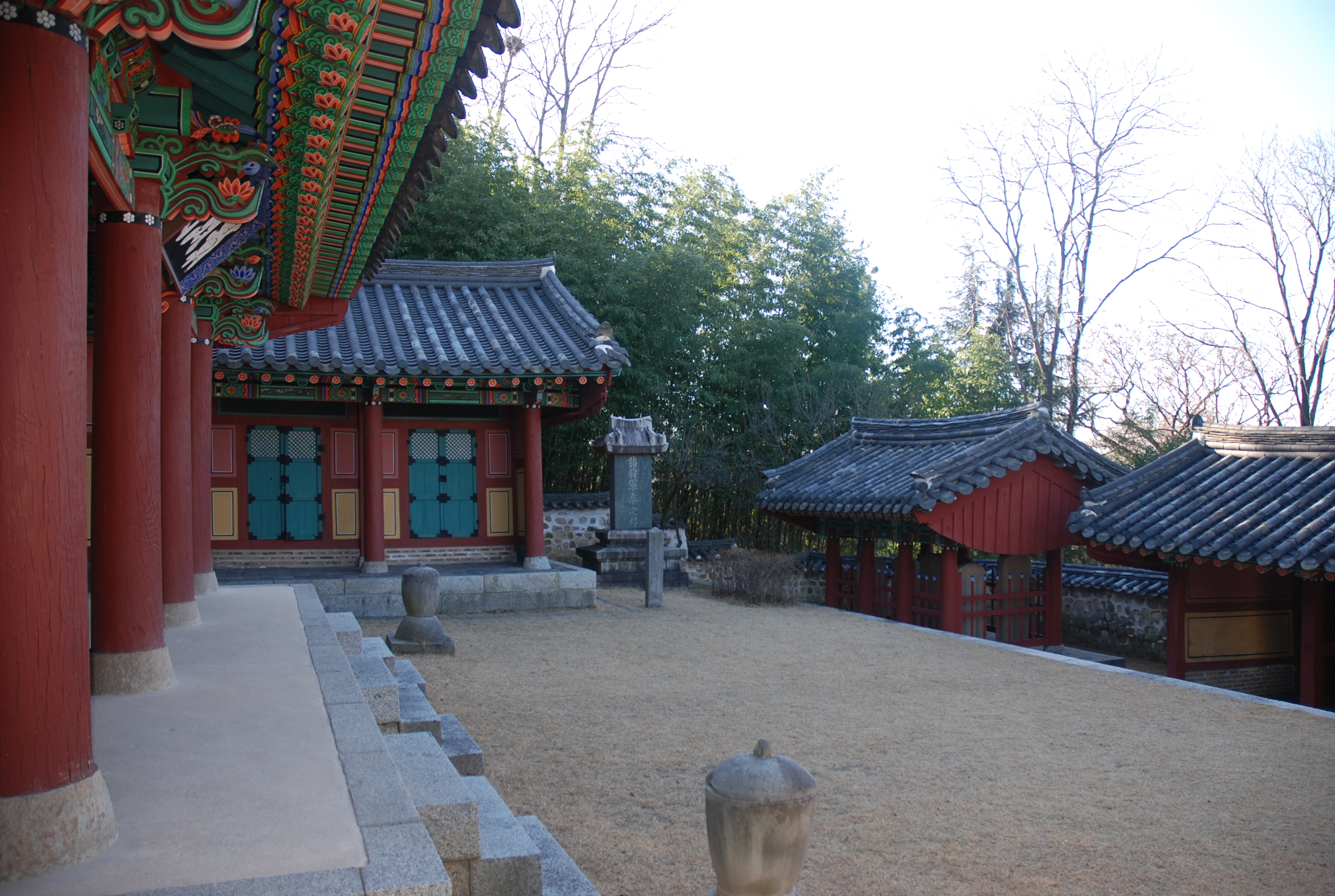
내부의 비각과 장군묘시석
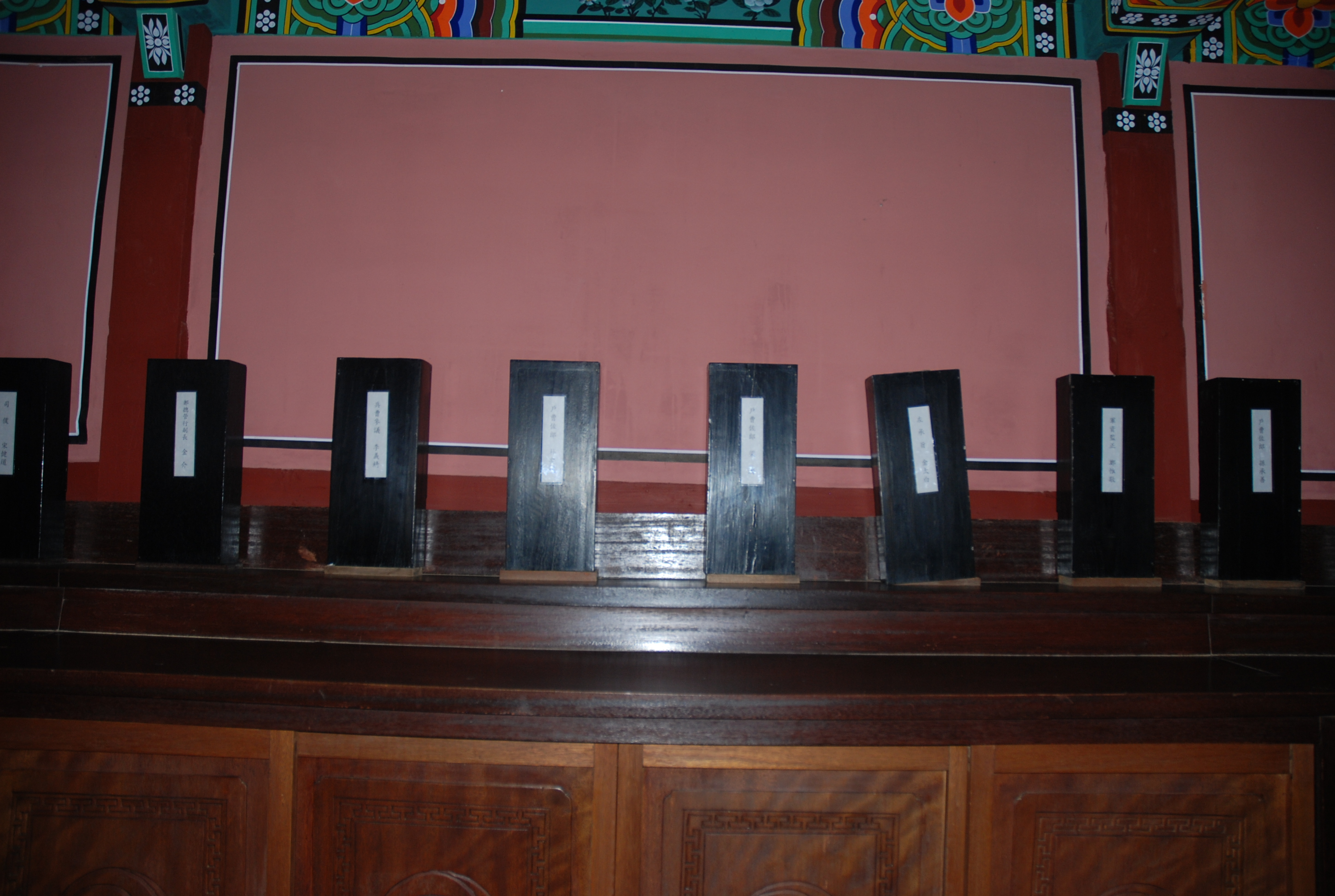
내부의 위패
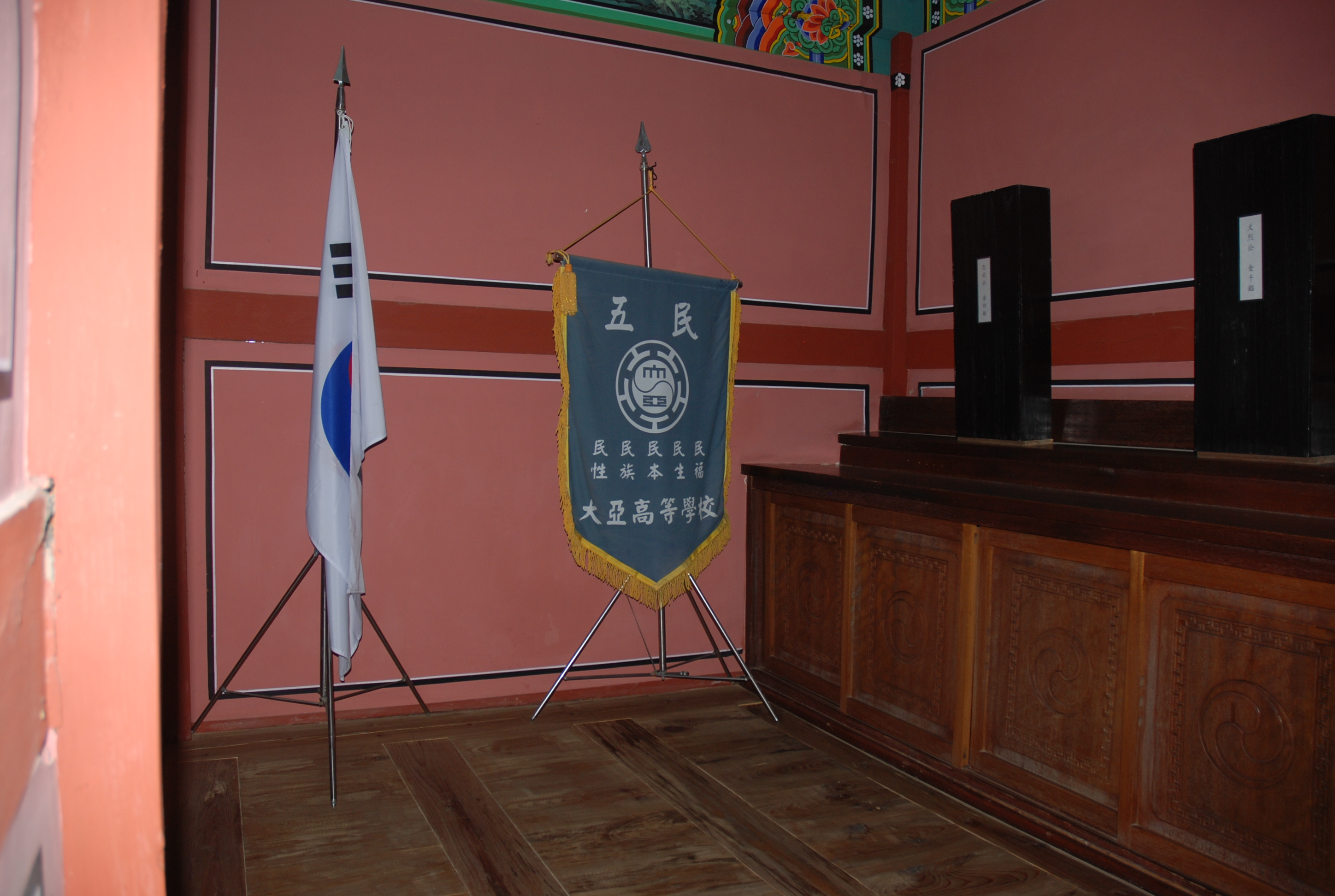
창열사의 위패와 관리를 하는 대아고등학교의 오민기

## 같이 보기
- 제1차 진주성 전투
- 진주성

## 참고 자료
- 진주 창렬사 - 국가유산청 국가유산포털
- 진주시 문화유적[깨진 링크(과거 내용 찾기)]
- 진주성내 창열사에 가면 ....[깨진 링크(과거 내용 찾기)]